# アモス・マンスドルフ
アモス・マンスドルフ（ヘブライ語: עמוס מנסדורף, Amos Mansdorf, 1965年10月20日 - ）は、イスラエル・テルアビブ出身の元男子プロテニス選手。1980年代後半から1990年代前半にかけて活動し、ATPツアー通算「6勝」やシングルス自己最高ランキング「18位」など、多数の当地男子最高記録を樹立した名選手である。彼は男子ツアー大会のシングルスで16度の決勝戦に進み（優勝6度・準優勝10度）、4大大会のシングルスでも全仏オープン以外の3大会で4回戦に勝ち残るなど、今なお「イスラエル最大の男子テニス選手」として高い評価を得ている。
マンスドルフの少年時代、イスラエルにはテニスコートの数が非常に少なく、テルアビブに「イスラエル・テニスセンター」が設立されたのは1976年のことであった。18歳を迎えた成年男子にはイスラエル国防軍への兵役義務があり、彼も1983年10月に国防軍に入隊した。こうした厳しい環境について、本人も「15歳から21歳までの最も重要な時期に（同年代の国際選手たちのような）練習ができなかった。アメリカでコーチを受けられたら、もっと良い選手になれただろうに」と話したという。国防軍の兵役期間中は（彼が望んだような）練習ができなかったとはいえ、限られた自由の中で男子ツアー下部大会を回ることが許された。1984年から男子テニス国別対抗戦・デビスカップのイスラエル代表選手に選ばれ、1985年の全米オープンで4大大会に初出場する。1985年10月、マンスドルフは故郷のテルアビブ大会で初の男子ツアー大会決勝に進み、ブラッド・ギルバート（アメリカ）に敗れて準優勝になった。ギルバートとマンスドルフは、その後の男子ツアー経歴でも対戦機会が多かった。
マンスドルフは1986年にさらなる躍進を見せ、ウィンブルドンと全米オープンで初の3回戦に進出した後、11月の南アフリカ・ヨハネスブルグ大会でツアー初優勝を遂げた。1987年11月16日付で、彼は世界ランキングの自己最高位「18位」をマークした。これは今なお、イスラエルの男子テニス選手によるシングルス最高位記録として残っている。1988年には男子ツアーで2勝を挙げ、プロテニス選手の出場が認められたソウル五輪にもイスラエル代表選手として出場した。オリンピックでは男子シングルス3回戦まで進み、アメリカ代表のティム・メイヨットに 4-6, 2-6, 4-6 で敗れた。
1989年のウィンブルドンで、アモス・マンスドルフはイスラエル人男子選手として初の4回戦進出を成し遂げた。この4回戦ではステファン・エドベリに道を阻まれ、4-6, 3-6, 2-6 のストレート負けに終わった。1990年には、全米オープンでイスラエル男子初の4回戦進出を果たし、アーロン・クリックステイン（アメリカ）に 3-6, 4-6, 4-6 で敗れた。1992年の全豪オープンで、彼は4大大会シングルスの自己最高成績を出した。イスラエル人男子選手による全豪オープンのベスト8は、11年前の1981年にシュロモ・グリックスタインが記録したことがある。マンスドルフはグリックスタインに続く2人目の全豪8強入りを決めたが、当時最盛期を迎えていた第2シードのジム・クーリエに 3-6, 2-6, 2-6 で完敗し、ベスト4入りはならなかった。4大大会のうち全仏オープンだけは4回戦に進めず、1990年の3回戦が自己最高成績だった。
1993年7月、マンスドルフはアメリカ・ワシントンD.C.大会の決勝でトッド・マーティンを 7-6, 7-5 で破り、ここで現役最後の優勝を挙げた。彼は慢性疲労症候群を患い、十分な練習ができなくなったことにより、1994年に29歳でプロテニス生活から引退した。最後の年はウィンブルドンでゴラン・イワニセビッチ（クロアチア）と3回戦を戦い、10月のテルアビブ大会でウェイン・フェレイラ（南アフリカ）と最後のツアー決勝戦をしている。現役最後の対戦相手は、11月の「ベルギー・オープン」2回戦で敗れたセバスチャン・ラルー（カナダ）であった。引退後は「イスラエル・テニス協会」で後進の育成に携わり、イスラエル・テニスセンターの理事長も務めている。2001年から2004年まで、マンスドルフはデビスカップでイスラエル・チームのキャプテンを務めた。